# Charles Leonard Harness
Charles Leonard Harness (Colorado City, 29 dicembre 1915 – North Newton, 20 settembre 2005) è stato uno scrittore di fantascienza statunitense.

## Biografia
Nacque a Colorado City, Texas e crebbe nelle immediate vicinanze della città e in séguito a Fort Worth. Conseguì la laurea in chimica e quella in legge presso la George Wahington University e lavorò dapprima, dal 1941 al 1947, come economo minerario per l'Ufficio delle Miniere degli Stati Uniti; e in seguito come avvocato specializzato in brevetti nel Connecticut e a Washington, DC dal 1947 al 1981. Diverse opere di Harness trassero spunti da questa attività.
Harness morì nel 2005 a 89 anni, a North Newton, Kansas.

## Carriera letteraria
Il primo racconto di Harness, Time Trap (1948), ha caratteristiche inusuali come opera prima in quanto contiene molti temi ricorrenti negli scritti dell'autore, tra i quali l'arte, il viaggio nel tempo e un protagonista che vive un'esperienza quasi trascendentale.
Il suo primo romanzo, che è anche il suo più famoso, fu Flight into Yesterday. Fu dapprima pubblicato come racconto lungo nel numero di maggio del 1949 di Startling Stories (pp. 9–79); in seguito fu sviluppato come romanzo (Bouregy & Curl, 1953), e fu reintitolato Paradox Men da Donald Wollheim per una ristampa come la prima metà di un Ace Double nel 1955. Molto tempo dopo Harness ringraziò Wollheim per il titolo.
Questo “classico della fantascienza è sia una narrazione fortemente incentrata sul cosmo”, sia “un’analisi narrativa rigorosamente articolata delle implicazioni di A Study of History di Arnold J. Toynbee". Bouchere e McComas l’hanno descritta come “una bella avventura cavalleresca... talmente intricata che non si può mai capire del tutto di cosa si tratti". P. Schuyler Miller ne parla come un “romanzo d’azione dallo svolgimento abbastanza rapido purché non ci si fermi a osservare le incongruenze e le improbabilità”.
Nella sua introduzione alla ristampa in edizione economica del romanzo per la Four Square Books, del 1967, Brian Aldiss lo definisce un importante esempio di stile barocco nella narrativa fantascientifica e John Clute lo definisce “il tipo di narrazione che trasforma la space opera in uno scenario in cui un’ampia gamma di personaggi può agire, in cui qualunque cosa può essere detta con un ammiccamento o con mortale serietà, e in cui si può raccontare qualunque cosa”.
In The Paradox Men sono rappresentati campi di forza che proteggono le persone da armi ad alta velocità, come quelle da fuoco, ma non da coltelli o spade; un'idea che in séguito fu utilizzata in Dune di Frank Herbert (1965).
Nel 1953, Harness pubblicò anche il suo romanzo breve più famoso, The Rose, che apparve dapprima nella rivista inglese Authentic Science Fiction, poi come racconto principale in un'antologia in paper back nel Regno Unito. Il racconto apparve negli Stati Uniti solo nel 1969.
Tra le opere più note di Harness troviamo The Rose, An Ornament to his Profession, The Alchemist e Stalemate in Time; tuttavia il suo romanzo preferito era The Catalyst. Il protagonista John Serane, era ispirato alla figura di Johnstone S. Mackay, che lavorò con lui alla American Cyanamid e che Harness definisce “un anticonformista […] un maestro meraviglioso, un modello di comportamento” Il suo racconto The New Reality è stato definito "il miglior racconto fantascientifico su Adamo ed Eva" da Brian Stableford. Il suo romanzo Redworld è uno dei pochi romanzi fantascientifici in cui tutti i personaggi sono alieni.
Le idee di Harness influirono su numerosi scrittori, non solo di fantascienza ed egli continuò a pubblicare fino al 2001.Fu candidato più volte ai premi Hugo e Nebula. Nel 2004 fu nominato Author Emeritus dalla Science Fiction and Fantasy Writers of America.

## Premi
- The Alchemist, romanzo breve, candidato ai premi Hugo e Nebula nel 1966
- An Ornament to His Profession, racconto lungo, candidato ai premi Hugo e Nebula nel 1966
- Probable Cause, romanzo breve, candidato al premio Nebula nel 1969
- Summer Solstice, romanzo breve, candidato al premioHugo nel 1985
- The Rose, romanzo breve, candidato al Retro-Hugo Awardnel 2004

## Opere tradotte in italiano
Narrativa breve
- Trappola Temporale (Time Trap, racconto lungo, 1948)
- La nuova realtà (The New Reality, racconto lungo, 1950)
- Eredità (Heritage, racconto lungo, 1950)
- Professione Improbabile (Improbable Profession, 1952, racconto; con Theodore L. Thomas)
- L'avvelenatore (The Poisoner, racconto, 1952)
- I giocatori di scacchi (The Chess Player, racconto, 1953)
- Figlia di Crono (Child by Cronos, racconto, 1953)
- Un Ornamento alla sua Professione (An Ornament to His Profession, racconto lungo, 1966)
- Falene e anti-falene (Bugs, racconto breve, 1967)
- La caduta di Robin Arms (The Fall of Robin Arms, racconto, 1984)
- Il tetraedro (Tetrahedron, racconto lungo, 1994)

Romanzi
- L'odissea del superuomo (The Rose, romanzo breve, 1953)
- Paradosso cosmico (The Paradox Men, romanzo, 1955)
- L'Alchimista (The Alchemist, romanzo breve, 1966)
- La legge della creazione (The Ring of Ritornel, romanzo, 1968)
- Indizio Fondato (Probable Cause, romanzo breve)
- Il lupo degli abissi (Wolfhead, romanzo, 1978)
- Se un nuovo orizzonte... (The Catalyst, romanzo, 1980)
- Astronave senza tempo (Firebird, romanzo, 1981)
- I-TEC (H-TEC, romanzo breve, 1981)
- George Washington ha dormito qui (George Washington Slept Here, romanzo breve, 1985)
- Corridoi del tempo (Krono, romanzo, 1988)
- Sogni pericolosi (Lurid Dreams, romanzo, 1990)